# Кавказкабель (завод)
«Кавказкабель» — советское, а впоследствии российское предприятие, выпускавшее кабельную продукцию, применявшуюся в машиностроении, энергетике, транспорте, связи, угле- и нефтедобыче и других отраслях экономики.
История предприятия началась в 1959 году, в 1976 году была запущена основная производственная площадка завода. По данным экспертного агентства «Эксперт РА», в 2007 году «Кавказкабель» входил в число крупнейших компаний юга России, располагаясь в рейтинге из 150 наиболее крупных по объёму реализации продукции предприятий Южного федерального округа на 84 месте. В 2017 году завод был признан банкротом и прекратил работу.
Предприятие было расположено в городе Прохладный Кабардино-Балкарии. Полным наименованием предприятия было — АО «Кабельный завод „Кавказкабель“» (ранее — закрытое акционерное общество).

## История
В 1958 году было принято решение о создании на Северном Кавказе базы для производства кабельных изделий. Для этих целей на восточной окраине города Прохладного была выделена территория бывшей базы «Заготзерно» площадью 52 гектара. На этом участке были построены главный заводской корпус, котельная, заводоуправление, электроподстанция, были смонтированы две передвижные дизель-электрические установки. Первую продукцию — обмоточный провод марки ПВД — завод дал 15 августа 1959 года, она была отправлена первому потребителю — на предприятие «СевКавЭлектроПрибор» в Нальчик.
В 1967 году кабельный завод получил почётное звание «Предприятие высокой культуры производства». В 1968 году он вышел на проектную мощность, номенклатура производимых изделий увеличилась до 14 наименований. Работники завода за трудовые успехи удостаивались правительственных наград, среди которых ордена Трудового Красного Знамени, орден Ленина, орден Октябрьской Революции, ордена «Знак Почёта», медали «За трудовое отличие» и «За трудовую доблесть».

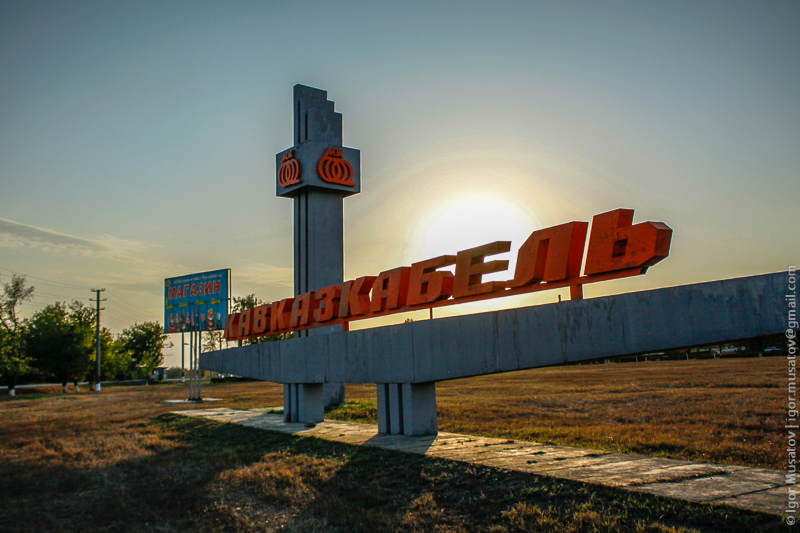

1 января 1976 года был издан приказ Министерства электротехнической промышленности СССР о вводе в строй нового Прохладненского кабельного завода, на новой производственной площадке. В 1976—1978 годах этот завод освоил выпуск кабелей АВВГ, АВБбШв и других силовых, бронированных, шланговых, установочных, осветительных, судовых кабелей. С 1 января 1980 года два существовавших в Прохладном завода по производству кабелей были объединены в рамках одного предприятия — кабельного завода «Кавказкабель». С 1983 года «Кавказкабель» стал производить кабели для нефтепогружных насосов.
В 1989 году в эпоху перестройки предприятие было преобразовано в товарищество с ограниченной ответственностью, коллектив рабочих взял заводские мощности в аренду. В 1991 году на базе нескольких основных цехов были учреждены малые предприятия, в 1992 году преобразованные в акционерные общества. В 1997 году они были присоединены к ТОО. В 1998 году товарищество реорганизовано в закрытое акционерное общество. Одновременно в 1991—1995 годах ассортимент продукции был расширен за счёт телефонных шахтных, силовых гибких, малопарных телефонных, сигнально-блокировочных, кроссовых станционных кабелей, неизолированных проводов. С 1995 года на заводе действовал испытательный центр кабельных изделий.
По итогам 2001 года объём выпущенной за год продукции впервые превысил 1 млрд рублей. В следующем году завод смог закупить новое оборудование в США и Германии. С 2001 года «Кавказкабель» получил возможность производить кабели для АЭС по лицензии Госатомнадзора, с 2003 года приступил к серийному выпуску самонесущих изолированных проводов, силовых кабелей с изоляцией из сшитого полиэтилена, кабелей, не распространяющих горение, с низким дымо- и газовыделением, а также не содержащих галогены. В 2003 году «Кавказкабель» совместно с ООО «Псковкабель» (Псков) на базе производственной площадки старого кабельного завода на востоке города учредил ООО «Кавказкабель-ТМ» (в ноябре 2004 года ЗАО «Кавказкабель ТМ» вошло в состав группы компаний «Технология металлов»), в 2004 году возникло ещё одно дочернее предприятие — ООО «Кавказкабель-Мет», занимавшееся резкой бронеленты и изготовлением плёночных материалов для изоляции кабелей.
В 2008—2009 годах завод начал производство кабелей для нефтяных погружных электронасосов с температурой эксплуатации 130 °C, а также с радиационно-модифицированной изоляцией, была запущена линия кабелей с пероксидной изоляцией. По состоянию на 2008 год на заводе работало более 1200 человек.
В 2010 году на предприятии был введён в эксплуатацию новый цех по производству изоляционного шлангового пластиката, в 2012—2013 годах было запущено две экструзионных технологических линии. С 2012 года завод выпускал кабели для нефтяных погружных электронасосов с температурой эксплуатации 160 °C, с 2014 года — силовые и контрольные бронированные кабели, не распространяющие горение и огнестойкие, с изоляцией и оболочкой из полимеров, не содержащие галогены, с 2015 года — силовые кабели с пластмассовой изоляцией и проволочной бронёй.
К середине 2010-x годов на заводе работало от 850 до 1250 человек. По итогам 2016 года завод «Кавказкабель» занимал 2-е место в отрасли производства электрических кабелей по такой позиции как изготовление кабелей управления (21,7 % отраслевого рынка), 4-е место по производству судовых кабелей и кабелей зоновой связи (14,4 % и 8,8 % от рынка соответственно), 5-е место по производству силовых кабелей для погружных нефтяных электронасосов (доля на рынке — 5,8 %).
В 2017 году «Кавказкабель» несколько раз становился объектом внимания прокуратуры в связи с невыплатой зарплаты работникам: за март и апрель завод задолжал 13,3 млн рублей 785 работникам, за июль — 9,3 млн рублей такому же количеству рабочих. В октябре на собрании акционеров было принято решение о добровольной ликвидации предприятия. 10 ноября 2017 года Арбитражный суд Кабардино-Балкарии признал АО "Кабельный завод «Кавказкабель» банкротом. 652 работника, остававшихся на предприятии, были уволены в связи с ликвидацией завода, при этом к тому моменту АО имело задолженность по зарплате за сентябрь, октябрь и ноябрь.
Первоначально в администрации города Прохладного заявляли о возможной реорганизации предприятия при сохранении производства, рабочих мест и активов завода. Долг по зарплате на конец 2017 года составлял 15 млн рублей, по факту невыплаты зарплаты более двух месяцев было возбуждено уголовное дело. По состоянию на январь 2018 года размер задолженности по зарплате составлял около 20 млн рублей, к началу февраля уже были выплачены долги за ноябрь. Впоследствии появлялись сообщения о возникновении новой задолженности, образовавшейся уже после ликвидации предприятия, общий объём долга к августу 2018 года составил более 30 млн рублей. По сообщению прокуратуры, по состоянию на лето 2019 года бывшие работники кабельного завода не получили в полном объёме причитающиеся им выплаты.
В начале февраля 2018 года было возбуждено уголовное дело о преднамеренном банкротстве завода против бывшего гендиректора АО "Кабельный завод «Кавказкабель». Впоследствии уголовное дело с аналогичными обвинениями было возбуждено в отношении председателя совета директоров акционерного общества. Общий ущерб, причинённый им, оценивался в 3,9 млрд рублей, в частности, более 1 млрд было перечислено им на счета фирм-однодневок в период с 2012 по 2018 год. По данным августа 2018 года цеха завода сданы в аренду, в них работает порядка 150 бывших сотрудников завода.
В июне 2022 года стало известно, что имущество АО "Кабельный завод «Кавказкабель» было распродано в ходе торгов.
Покупателем завода стала строительная компания «СПК-Строй».

## Продукция
Завод производил около 800 наименований продукции и более 28 тысяч маркоразмеров электрических кабелей для таких отраслей экономики как энергетика, строительство, металлургия, нефтегазовая промышленность, машиностроение, транспорт, горнодобывающая промышленность, судостроение, телекоммуникации, атомная промышленность:
- Кабели силовые для стационарной и нестационарной прокладки
- Кабели контрольные
- Провода и кабели монтажные
- Провода силовые общего назначения и для электроустановок
- Провода неизолированные для ЛЭП
- Провода обмоточные и ленточные
- Кабели шланговые
- Шнуры бытового назначения
- Кабели для электротехнических установок
- Провода для взрывных работ
- Кабели и провода связи, в том числе телефонные, местной связи, станционные и распределительные
- Шнуры слаботочные
- Кабели зоновой связи
- Кабели для сигнализации и блокировки
- Кабели судовые
- Провода автотракторные

## Заслуги
- Дипломы конкурса «1000 лучших предприятий России»[5].
- Дипломы программы-конкурса «100 лучших товаров России»[5].
- Приз «За коммерческий престиж» (2000 год, Испания)[3].
- Сертификаты соответствия системы управления качеством международному стандарту от организации KEMA Registered Quality (2001, 2010 годы, Нидерланды)[3].